# Sanoussi Jackou
Sanoussi Tambari Jackou (* 1940 in Kornaka; † 18. Juli 2022 in Niamey) war ein nigrischer Politiker. Er war Vorsitzender der Nigrischen Partei für Selbstverwaltung (PNA-Al’ouma).

## Leben
Sanoussi Tambari Jackou war der Sohn von Mallam Tambari Jackou, eines Tuareg-Anführers, und von Mallama Hadiza Gado, einer aus Gobir stammenden Hausa. Jackou besuchte die Grundschule in seinem Heimatort und die Nomadenschule in Maïlafia. Er ging auf die Mittelschule Collège moderne in Niamey, wo er 1959 zu den Organisatoren eines Schülerstreik gegen den als rassistisch empfundenen Schulleiter gehörte. Zur Strafe wurden er und 13 weitere Streikführer nach Abidjan verbannt, um dort ihre Mittelschulausbildung abzuschließen. Danach lebte er in Frankreich und studierte Mathematik und Physik an der Universität Dijon, gefolgt von Studien in Rechts- und Wirtschaftswissenschaften in Tunis und Paris. In Frankreich war er in den 1960er und 1970er Jahren einer der Verantwortlichen der schwarzafrikanischen Studierendenorganisation Fédération des Etudiants d’Afrique Noire en France.
Er kehrte 1970 nach Niger zurück und trat als Mitglied der Planungskommission für Wasser, Energie und Bergbau in den Staatsdienst. Er wurde 1972 ins Bildungsministerium versetzt. Dort übernahm er die Aufgabe, den Rektor der neugegründeten Universität Niamey beim Aufbau der Universität zu unterstützen. Anschließend lehrte Jackou dort selbst Agrarwissenschaften und war zugleich als Direktor für industrielle Entwicklung für die Westafrikanische Wirtschaftsgemeinschaft tätig. Er wurde 1976 zu einer mehrjährigen Gefängnisstrafe verurteilt, als ihm vorgeworfen wurde, einen Umsturz gegen das Militärregime von Seyni Kountché geplant zu haben.
Jackou wurde im November 1987, nach dem Tod von Seyni Kountché, aus dem Gefängnis entlassen. Ab 1989 leitete er die wirtschaftswissenschaftliche Fakultät der Universität Niamey. Er gehörte 1991 zu den Gründungsmitgliedern der Partei Demokratische und soziale Versammlung (CDS-Rahama) und wurde deren stellvertretender Vorsitzender. Als Vertreter der CDS-Rahama gehörte er der Vorbereitungskommission zur Nationalkonferenz von 1991 an, die den Übergang Nigers zu einer Mehrparteiendemokratie begleitete. Der zweite CDS-Rahama-Repräsentant in der Vorbereitungskommission war Mahamane Ousmane.
Bei den Parlamentswahlen von 1993 wurde Sanoussi Jackou in die Nationalversammlung gewählt. Er war von 1993 bis 1994 Vizepräsident der Nationalversammlung. Jackou erklärte sich entgegen der Parteilinie zu einer Zusammenarbeit mit dem 1996 bei einem Militärputsch an die Macht gekommenen Staatschef Ibrahim Baré Maïnassara bereit und wurde deshalb aus der CDS-Rahama ausgeschlossen. Er gründete daraufhin die Nigrische Partei für Selbstverwaltung (PNA-Al’ouma), eine konservative Kleinpartei, mit sich als Vorsitzendem. Außerdem rief er seine eigene Wochenzeitung, Roue de l’Histoire, ins Leben. Staatspräsident Baré Maïnassara ernannte Sanoussi Jackou am 13. Juni 1997 zum Staatsminister für Hochschulwesen, Forschung, Technik und afrikanische Integration in der Regierung von Premierminister Amadou Boubacar Cissé. Dieses Amt hatte er bis 1. Dezember 1997 inne. Jackou, nunmehr einfacher Abgeordneter des PNA-Al’ouma, verbündete sich 2006 mit islamischen Gruppen, um Gesetze zur Förderung von Frauenrechten zu vereiteln. Er war 2007 aktiv am Sturz der Regierung von Premierminister Hama Amadou durch einen Misstrauensantrag im Parlament beteiligt. Als Staatspräsident Mamadou Tandja sich durch das Verfassungsreferendum von 2009 eine dritte Amtszeit sichern wollte, gehörte er anfangs zu dessen Gegnern, wechselte dann jedoch als einer der wenigen Oppositionspolitiker ins Lager des Präsidenten. Nach dem Sturz Tandjas und seit den Parlamentswahlen von 2011 waren Jackou und seine Partei nicht mehr in der Nationalversammlung vertreten.
Sanoussi Jackou war verheiratet. Mit seiner Frau Françoise, einer Mathematiklehrerin, hatte er fünf Töchter, darunter die Politikerin Rakiatou Kaffa-Jackou. Er starb 2022 im Alter von 82 Jahren.